# Caloscypha
Caloscypha é um gênero fúngico da família Caloscyphaceae (ordem Pezizales). Trata-se de um gênero monotípico, contendo apenas a espécie Caloscypha fulgens. É um fungo da família Pezizaceae, com diâmetro geralmente de até 4 cm, apresentando um interior de laranja brilhante a pálido e exterior laranja; espécimes velhos ou machucados frequentemente exibem uma descoloração verde-oliva, especialmente nas bordas.
Na América do Norte, C. fulgens é comumente encontrada no solo, em serrapilheira de florestas próximas a coníferas. A frutificação ocorre no início da primavera, após o derretimento da neve. A fase de reprodução assexuada (típica de fungos do filo Deuteromycota), ou conidial, de C. fulgens é a espécie patogênica Geniculodendron pyriforme, conhecida por infectar sementes dormentes de Picea sitchensis.

## Taxonomia
Esta espécie foi descrita pela primeira vez por Christiaan Hendrik Persoon em 1822 como Peziza fulgens e, desde então, foi classificada em diversos gêneros. Análises filogenéticas de dados de sequência de DNA mostram que, dentro da ordem Pezizales, Caloscypha fulgens pertence a uma linhagem evolutiva com as famílias Helvellaceae, Morchellaceae e Tuberaceae. Desde 1968, Caloscypha era colocada na família Pyronemataceae, um pequeno grupo de fungos distinto de outros Pezizales por seu perídio relativamente pouco desenvolvido. Em 2002, a nova família Caloscyphaceae foi descrita para abrigar o gênero monotípico Caloscypha.
A cor laranja-amarelada distinta do fungo lhe rendeu os nomes comuns em inglês "spring orange peel fungus", "golden cup" e "dazzling cup". O epíteto específico fulgens significa "de cor brilhante", enquanto o nome do gênero Caloscypha significa "cálice bonito".

## Descrição
O esporocarpo de C. fulgens é aproximadamente em forma de taça, embora a taça possa ser achatada, assimétrica ou dividida; o tamanho é de até 6 cm de diâmetro. A superfície interna da taça é laranja-amarelada, enquanto a externa é amarelo-pálida. A margem ao redor da borda ou toda a superfície externa pode apresentar manchas verde-oliva. A coloração verde ou azulada que ocorre com lesões ou com o envelhecimento é única dentro da ordem Pezizales. O estipe, quando presente, é bastante curto. A esporada é branca.
Um único espécime de uma forma albina, com 2 cm de diâmetro, foi descoberto no norte de Idaho; constatou-se que ele não possuía o pigmento responsável pela coloração verde-oliva da superfície externa.
Os esporos são translúcidos (hialinos), aproximadamente esféricos, de parede finas e lisos, com dimensões de 6–8 μm de diâmetro. Os ascos, células portadoras de esporos, são cilíndricos e medem 80–100 por 7–8 μm; as paráfises são finas, filamentosas e contêm grânulos laranja. Este fungo é considerado não venenoso, mas não comestível.
- Da Floresta Nacional de Trinity, Califórnia
- Espécime com manchas azuladas próximas às bordas
- Um mutante albino raro, sem pigmento laranja

### Espécies semelhantes
C. fulgens apresenta semelhança com Aleuria aurantia [en]; no entanto, A. aurantia não exibe a reação de coloração azulada ao ser machucado ou com o envelhecimento, e frutifica mais tarde na temporada (geralmente no outono).
Também apresenta semelhanças com espécies de Otidea [en] (como Otidea onotica [en]), que não apresentam coloração azul.

## Distribuição e habitat
Esta espécie é geralmente encontrada na primavera, frequentemente em serrapilheira de florestas sob coníferas, logo após o derretimento da neve. Na América do Norte, onde foi observada apenas entre março e julho, é amplamente distribuída nas Montanhas Rochosas e no Noroeste Pacífico. C. fulgens foi coletada na Grã-Bretanha, possivelmente introduzida por sementes infectadas importadas. Também foi registrada no Japão, Suécia, Países Baixos e Turquia.

## Conservação
A espécie está listada na Lista Vermelha de espécies protegidas na Eslováquia.

## Estado imperfeito
O ciclo de vida deste fungo permite tanto uma forma imperfeita (produzindo esporos assexuados, ou conídios) quanto uma forma perfeita (produzindo esporos sexuados); como frequentemente ocorre na taxonomia dos fungos, a forma imperfeita recebeu um nome diferente, pois a relação entre as formas perfeita e imperfeita da mesma espécie não era conhecida na época. A forma imperfeita, ou conidial, deste fungo é o patógeno Geniculodendron pyriforme, relatado pela primeira vez em 1964, e conhecido por infectar sementes dormentes de Picea sitchensis. Um estudo de 1978 mostrou que cerca de um terço dos lotes de sementes de Picea sitchensis armazenados pelo Serviço Florestal da Colúmbia Britânica (Canadá) continha sementes doentes, que não germinaram quando semeadas em viveiros locais. O fungo pode crescer em baixas temperaturas, contribuindo para sua capacidade de matar sementes antes que elas germinem. Sementes infectadas tendem a murchar e secar, em vez de apodrecer. Também foi demonstrado que lotes de sementes de esconderijos de esquilos apresentam maior incidência de infecção por C. fulgens. Esquilos tendem a armazenar pinhas repetidamente no mesmo local, em condições frescas e úmidas favoráveis ao crescimento do fungo. Em 2002, G. pyriforme foi encontrado em sementes de coníferas importadas na Alemanha, o primeiro registro desse tipo na Europa continental.